# كريستينا كوردولا
كريستينا كوردولا ، ولدت يوم 30 اكتوبر 1962 بمدينة ريو دي جانيرو ، وهي مذيعة تلفزيونية برازيلية فرنسية ومستشارة صور . في السابق، كانت أيضًا عارضة أزياء .

## المذكرات و المراجع
1. 1 2 3   http://www.gala.fr/stars_et_gotha/cristina_cordula. {{استشهاد ويب}}: |url= بحاجة لعنوان (مساعدة) والوسيط |title= غير موجود أو فارغ (من ويكي بيانات) (مساعدة)